# Olympische Winterspiele 2002/Teilnehmer (Griechenland)
| Gelbes Symbol für Goldmedaillen mit stilisierten Olympischen Ringen | Graues Symbol für Silbermedaillen mit stilisierten Olympischen Ringen | Braundes Symbol für Bronzemedaillen mit stilisierten Olympischen Ringen |
| ------------------------------------------------------------------- | --------------------------------------------------------------------- | ----------------------------------------------------------------------- |
| —                                                                   | —                                                                     | —                                                                       |

Griechenland nahm 2002 zum 15. Mal an Olympischen Winterspielen teil. In fünf verschiedenen Disziplinen traten 10 Sportler an, die keine Medaillen gewinnen konnten.
Fahnenträger bei der Eröffnungsfeier war der Skilangläufer Lefteris Fafalis.

## Übersicht der Teilnehmer

### Biathlon
Frauen
- Despina Vavatsi
7,5 km Sprint: 70. Platz (27:11,3 min)
15 km Einzel: 68. Platz (1:04:39,4 h)

Männer
- Stavros Christoforidis
10 km Sprint: 85. Platz (31:51,4 min)
20 km Einzel: 85. Platz (1:08:09,5 h)

### Bob
Männer, Zweier
- Ioannis Leivaditis, John-Andrew Kambanis 
31. Platz (3:16,66 min)

### Skeleton
Frauen
- Cindy Ninos
13. Platz (1:49,28 min)

Männer
- Michael Voudouris
23. Platz (1:48,44 min)

### Ski Alpin
Frauen
- Konstantina Koutra
Slalom: 37. Platz (2:18,60 min)

Männer
- Vasilios Dimitriadis
Super-G: Ausgeschieden
Riesenslalom: 43. Platz (2:36,15 min)
Slalom: Ausgeschieden (2. Lauf)

### Skilanglauf
Frauen
- Katerina Balkaba
1,5 km Sprint: 57. Platz (4:06,99 min, Qualifikation)
10 km Verfolgung: 71. Platz (18:48,9 min, nur klassisch, nicht für Freistil qualifiziert)

Männer
- Lefteris Fafalis
1,5 km Sprint: 40. Platz (3:01,98 min)
15 km klassisch: 65. Platz (46:17,9 min)
20 km Verfolgung: 68. Platz (31:11,7, min, nur klassisch, nicht für Freistil qualifiziert)